# Gai Luci Telesí
Gai Luci Telesí (en llatí Caius Lucius Telesinus) va ser un magistrat romà del segle i.
Els seus primers càrrecs no es coneixen. Va ser nomenat cònsol l'any 66 amb Suetoni Paulí. Filostrat el destaca com a filòsof, i per aquesta circumstància va ser desterrat de Roma per Domicià, junt amb els altres filòsofs, durant les persecucions.